# Aptesis flavifaciator
Aptesis flavifaciator är en stekelart som beskrevs av Aubert 1968. Aptesis flavifaciator ingår i släktet Aptesis och familjen brokparasitsteklar. Inga underarter finns listade.